# Eberhard Appel
Eberhard Appel (* 10. August 1908; † 9. Dezember 1966) war ein deutscher Jurist, der die Melodie zum Saarländischen Studentenlied von 1964 schuf.

## Leben und Wirken
Appel studierte von 1927 bis 1932 an der Ludwig-Maximilians-Universität München Rechts- und Staatswissenschaften und legte 1932 die erste juristische Staatsprüfung ab. Danach war er bis 1936 als Gerichtsreferendar in der Justizverwaltung der Kommission Saarland und in den Bezirken der Landgerichte Frankfurt am Main und Köln tätig. Er legte am 27. Februar 1936 die große Staatsprüfung ab und wurde Regierungsassessor am Landratsamt Celle. Nach kurzer Tätigkeit beim Landratsamt Schwelm war er 1938/39 bei der Regierung Trier tätig. Mit dem Wechsel an die Regierung Merseburg wurde er am 1. Juli 1939 zum Regierungsrat ernannt. 1941 erhielt Appel die Berufung zur Vertretung des Landrats im Landkreis Göttingen. Mit Wirkung vom 1. November 1942 wurde er als Landrat im Landkreis Holzminden im Regierungsbezirk Hildesheim eingesetzt. Bereits 1943 übernahm Landrat Unger dieses Amt in Holzminden, nachdem Appel zum Kriegsdienst einberufen worden war. 1945 kehrte er zurück und wurde seines Amtes als Landrat enthoben und interniert.
Nach seiner Entlassung bemühte er sich um die Rückübertragung früherer Besoldungsansprüche. In der Sitzung des Niedersächsischen Kabinetts vom 22. August 1948 wurden Appel seine Rechte insbesondere die Besoldungsgruppe A 2 c 2, die er 1939 durch die Ernennung zum Regierungsrat erhalten hatte, bestätigt. Sein Einspruch gegen die versagte Anerkennung seiner als Landrat erworbenen Rechte wurde 1951 abgelehnt.
Er übernahm 1952 eine Tätigkeit bei der saarländischen Verwaltung für Arbeit und Wohlfahrt in Saarbrücken und wurde 1954 zum Oberregierungsrat ernannt. Später wurde er zum Ministerialdirigenten befördert.
Appel gehörte den Turnerschaften Cheruscia-Straßburg München und Cimbria-Königsberg Saarbrücken an.